# 聖土曜日
聖土曜日（せいどようび、英語: Holy Saturday, Black Saturday、スペイン語: Sábado Santo, Sábado de Gloria）とは、キリスト教（カトリック）用語で復活祭前日の土曜日(過ぎ越しの聖なる三日間のうち、金曜の日没から土曜日の日没まで)。西方教会では四旬節最後の日である。正教会では聖大土曜日（せいだいどようび）もしくは聖大スボタ（せいだいすぼた）という。

## 概要
キリスト教の教派によって、さまざまな伝統がある。
カトリック教会では、『ミサ典礼書』によれば「聖土曜日に教会は、主の墓のもとにとどまって、その受難と死をしのび、祭壇の飾りを取り除き、ミサも捧げない。この日は臨終の聖体拝領だけが許される」とされることから、普段かけられている祭壇布などがすべて取り払われ、イエスが眠りについていることを表す習慣がある。「秘跡の執行」も制限されており、聖体拝領やゆるしの秘跡さえ、瀕死の者など特別な場合にしか行われない。また結婚式も葬儀も行われない日である。
これにたいして、正教会では、聖大土曜日にも、聖大金曜日（聖金曜日）と同様、キリストの黄泉下りと眠りを象るが、むしろその死への勝利を誉めあげ祝い、復活の喜びを先取りする祝いの日の性格が強い。キリストの棺の象り（眠りの聖像）が聖堂におかれ、聖母マリアの嘆きを記憶する聖歌「母よ、我、爾が種無くして孕みし子の」があると同時に、十字架を崇敬し、黄泉と死が生命をもたらすキリストの神性に触れて敗れる神秘が讃美される。聖大土曜日の時課では、早課の福音でマタイ福音書の27章末尾（土曜日となり、イエスの墓に番人が置かれる）が読まれ、その後、さまざまな聖歌が黄泉に下ったハリストスが死に勝利した不思議を歌う。晩課では旧約から15箇所が読まれ、創造の業が記憶されて復活が第二の創造であることが想起され、またさまざまなイエスの予象が記憶される。また晩課の最中に、聖堂を四旬節中覆っていた黒布は取り外され、神品も祭服を紫から白に改める。聖大ワシリイ聖体礼儀において、朝詠まれた箇所にただちに続く箇所（マタイ28:1-10）、マグダラのマリヤに天使がキリストの復活を告げる場面が詠まれ、いわば二つの福音朗読が聖大土曜日の奉神礼の枠構造をなし、その間に見えざる領域に行われたことの観想を促している。正教会において、聖大土曜日は古くは成人洗礼の日だった。